# ماريو دافيد
ماريو دافيد (بالإيطالية: Mario David)‏ (مواليد 3 يناير 1934) هو لاعب كرة قدم. يلعب مع منتخب إيطاليا لكرة القدم. سبق له أن لعب في كأس العالم لكرة القدم مع منتخب بلاده.

## مسيرته الكروية
لعب ماريو دافيد خلال مسيرته الاحترافية مع 6 أندية في سبعة عشر موسمًا وسجل خلالها 24 هدفًا ضمن 317 مباراة. ولم يفز بأي موسم بالكأس وفاز في موسم واحد بالدوري.
خاض ماريو دافيد مسيرته مع نادي ليفورنو في موسم 1950–51 واستمر معه طيلة ثلاثة مواسم، مشاركًا في 26 مباراة سجل خلالها هدفين. ثم انتقل إلى نادي فيتشينزا في موسم 1953–54 ليلعب معه خمسة مواسم، حيث شارك في 117 مباراة سجل خلالها 14 هدفًا. لينتقل بعدها إلى نادي روما في موسم 1958–59 ولمدة موسمين، مشاركًا في 43 مباراة سجل خلالها هدفين. ثم انتقل إلى نادي إيه سي ميلان في موسم 1960–61 ليلعب معه خمسة مواسم، مشاركًا في 114 مباراة سجل خلالها 6 أهداف. هذا وانتقل لاحقًا إلى نادي سامبدوريا في موسم 1965–66 لمدة موسم واحد، مشاركًا في 14 مباراة ولم يسجل أي هدف. ثم انتقل بعدها إلى نادي ألساندريا في موسم 1966–67 لمدة موسم واحد، مشاركًا في 3 مباريات ولم يسجل أي هدف أيضًا.

## روابط خارجية
- ماريو دافيد على موقع الاتحاد الدولي (مؤرشف)  (الإنجليزية)
- ماريو دافيد على موقع الاتحاد الأوربي (الإنجليزية)
- ماريو دافيد على موقع قاعدة بيانات كرة القدم.إي يو (الإنجليزية)
- ماريو دافيد على موقع ناشيونال فوتبول تيمز (الإنجليزية)
- ماريو دافيد على موقع عالم كرة القدم.نت (الإنجليزية)